# 約翰·雪利-夸克
約翰·雪利-夸克（英語：John Shirley-Quirk，1931年8月28日—2014年4月7日），是一名英国低男中音。他曾经担任英国歌剧团成员，他曾经因表演和记录本杰明·布里顿而著名。
2014年4月7日，他去世于萨默塞特，享年82岁。